# ダーティ・ワーク (小説)
『ダーティ・ワーク』は糸山秋子の小説。短編集ともいえるが、各短編集に繋がりがあるので、長編、または連作集とも言える。各篇ともローリング・ストーンズの曲名をタイトルにしている。

## 各篇タイトル（初出誌と時期）
- worried about you（『小説すばる』2005年10月号）
- sympathy for the devil（『小説すばる』2005年12月号）
- moonlight mile（『小説すばる』2006年2月号）
- before they make me run（『小説すばる』2006年4月号）
- miss you（『小説すばる』2006年6月号）
- back to zero（『小説すばる』2006年8月号）
- beast of burden（『小説すばる』2006年10月号）

## あらすじ
熊井望という女性ギタリストがいて、絶交した、中学時代からの男友達のことを想っている。交友中は、性的な関係は皆無だった。彼女が、彼の弟と寝てしまったことで、友情は壊れた。彼女は、心臓に異常にあるので、病院に検査してもらったら、それは病気ではなく、彼女の心拍の癖だと説明され、自分のリズムを手に入れた気がして嬉しかった。そして事態は思わぬ方向へ…

## 文庫本解説
佐々木敦